# Sea The Stars
Sea The Stars (geboren 6. April 2006) ist ein ehemaliges irisches Champion-Rennpferd und ein erfolgreicher Deckhengst, der als eins der besten Rennpferde aller Zeiten angesehen wird. Er gewann die 2000 Guineas, das Derby und die Eclipse-Stakes – der erste Hengst, dem dieses Triple seit Nashwan 1989 gelang – und im selben Jahr die International Stakes, die Irish Champion Stakes und den Prix de l’Arc de Triomphe.

## Abstammung
Sea The Stars' Vater ist der Europäische Klassemeiler Cape Cross, Sieger der Lockinge Stakes, Celebration Mile und Queen Anne Stakes in England. Er hat als Deckhengst Sieger in 19 Gruppe-1-Rennen weltweit hervorgebracht.
Sea the Stars, als Sohn der Champion-Stute und eine der besten Mutterstuten ihrer Generation, Urban Sea, ist ein Halbbruder des Champion-Deckhengstes Galileo. Urban Sea selbst ist als Tochter der „Blue-Hen“ Allegretta eine Schwester des Deckhengstes King's Best und einiger weiterer hervorragender Mutterstuten wie Allez Les Trois (Mutter des klassischen Siegers Anabaa Blue), Anzille (Mutter des Gruppe-1-Siegers Anzillero), und Turbaine (Mutter des Champion-Sprinters und Deckhengstes Tertullian und dritte Mutter des Arc-Siegers Torquator Tasso). Dieselbe Mutterstutenlinie hat auch den deutschen Champion-Deckhengst Adlerflug hervorgebracht.

## Rennkarriere

### 2008: Zweijährigensaison
In seinem ersten Rennen auf dem Curragh im Juli 2008 wurde Sea The Stars Vierter, allerdings war er noch sehr grün und hatte keinen günstigen Rennverlauf. Sein zweites Rennen gewann er leicht mit 2½ Längen. In seinem letzten Rennen als Zweijähriger meisterte er den Sprung aufs Gruppe-Parkett und holte sich die Gruppe-2-zugehörigen Beresford Stakes mit einer halben Länge. Das war rückblickend der engste Sieg, den er in seiner Rennzeit errang.

### 2009: Dreijährigensaison
Sea The Stars schaffte eine perfekte Dreijährigensaison, gewann sechs Gruppe-1-Rennen in sechs Monaten.
Er startete in den klassischen 2000 Guineas ohne ein Vorbereitungsrennen. Es gab Bedenken bezüglich seiner Vorbereitung, da er sich im März eine Infektion zugezogen hatte und für zwei Wochen pausieren musste. Er hatte allerdings die Woche zuvor so gut gearbeitet, dass man ihn im Rennen einschrieb. Er löste sich auf den letzten 200 Metern vom Feld und gewann mit 1½ Längen vor dem Favoriten Delegator.
Im Epsom Derby traf Sea The Stars auf ein starkes Gegnerfeld und es gab einige Bedenken bezüglich seines Stehvermögens. Der Hengst zerstreute diese Bedenken, als er mit Leichtigkeit 300 Meter vor dem Ziel die Führung übernahm und bis zum Ziel hielt, dabei den Favoriten Fame and Glory auf den zweiten Platz verwies.
In den Eclipse-Stakes im Juli übernahm er schon früh die Führung vom Pacemaker. Als Rip Van Winkle in der Zielgeraden nah an ihn herankam, beschleunigte Sea The Stars erneut und konnte ihn mit 1½ Längen sicher besiegen.
In den Juddmonte International Stakes kamen nur vier andere Pferde an den Start, da die meisten Gegner mittlerweile eingeschüchtert von der makellosen Performance des Hengstes waren. Sea The Stars gewann in atemberaubendem Stil, kam durch eine enge Lücke zwischen den beiden Pacemakern und flog auf den letzten 200 Metern an seinem Herausforderer Mastercraftsman vorbei. Dabei brach er mit seiner erzielten Zeit (2:05,29s) den Bahnrekord.
Im September startete er in Leopardstown in den Irish Champion Stakes. Er traf dabei wieder auf Fame and Glory, der nach seinem zweiten Platz im Epsom Derby das irische Pendant mit 5 Längen gewonnen hatte. Anfangs der Zielgeraden lag Fame and Glory noch vorne, aber mit seinem Speed zog Sea The Stars leicht an ihm vorbei und siegte mit 2½ Längen. Dritter wurde Mastercraftsman. Nach diesem Sieg erhielt Sea The Stars ein Timeform-Rating von 140.
Sechs Monate nach dem Start seiner Saison trat Sea The Stars im Prix de l’Arc de Triomphe an, Europas berühmtestes Rennen für Dreijährige und ältere Pferde. Es war in diesem Jahr ein großes Feld mit 19 Pferden und nach einer langen und schweren Saison hatten einige Bedenken, dass Sea The Stars erneut siegen konnte. Unter den Gegnern waren neun andere Gruppe-1-Sieger, darunter auch die bisher ungeschlagene Stute Stacelita. Im Rennen lag Sea The Stars auf achter und neunter Position; in der Zielgeraden schien er an den Rails eingeschlossen zu sein. Dann fand er aber eine Lücke und konnte sofort beschleunigen, ging drei Längen in Führung und wurde dann etwas zurückgehalten, wodurch er am Ende mit zwei Längen leicht gewann. Er war damit das einzige Pferd, dass je die 2000 Guineas, das Epsom Derby und den Arc in demselben Jahr gewinnen konnte.
Nach dieser Saison wurde er zum Champion der Dreijährigen Pferde Europas und Pferd des Jahres bei den Cartier Racing Awards erwählt, zum Champion der Dreijährigen und Pferd des Jahres bei den Racehorse Owners Association Awards und zum Pferd des Jahres bei den Irish Horse Racing Awards. Er erhielt das weltbeste Rating im Jahr 2009, mit einem Rating von 136, und war damit das beste Rennpferd der Welt in diesem Jahr. Timeform vergab ihm ein Rating von 140 und machte ihn damit zum damals siebtbesten Rennpferd der Geschichte.

## Zuchtkarriere
Noch im Oktober desselben Jahres wurde angekündigt, dass Sea The Stars in Aga Khan's Gilltown Stud in Irland aufgestellt werden würde. Im ersten Jahr deckte er 140 Stuten zu einer Decktaxe von 85.000 Euro.
2014 gewann die Stute Taghrooda die Investec Oaks Stakes und wurde damit zu seiner ersten klassischen Siegerin. Sie gewann anschließend auch Großbritanniens wichtigstes Altersgewichtsrennen mit den King George VI and Queen Elizabeth Stakes.
Im selben Jahr wie Taghrooda gewann auch der deutsche Hengst Sea The Moon das deutsche Derby (Gr.1) mit 11 Längen und war damit der zweite klassische Sieger aus dem ersten dreijährigen Jahrgang seines Vaters. Sea The Moon ist mittlerweile ein gefragter Nachwuchsbeschäler.
Der dritte Jahrgang rückte besonders in den Fokus, als sein Sohn Harzand das englische Derby und einen Monat später das irische Pendant gewinnen konnte, und drei weitere Pferde konnten Gruppe-1-Rennen gewinnen: Zelzal, Cloth of Stars und Mekhtaal.
Der 2014 geborene Stradivarius konnte sich als Extremsteher profilieren und gewann insgesamt 18 Gruppe Rennen und 7 Gruppe-1-Rennen auf Distanzen von 2800–4000 m, darunter vier Mal in Folge den Goodwood Cup.
Weitere Cracks waren Sea of Class, die die britischen und irische Oaks gewann, Star Catcher, Hukum, Miss Yoda als klassische Siegerin im Preis der Diana, Sea la Rosa, Teona und Emily Upjohn, und der 2018 geborene Champion Baaeed, der 11 seiner 12 Rennen gewann, sechsmaliger Gruppe-1-Sieger war und 2022 das zweitbeste Pferd der Welt mit einem Timeform-Ranking von 137 war.

## Ahnentafel
| Cape Cross | Green Desert | Danzig             | Northern Dancer |
| Cape Cross | Green Desert | Danzig             | Pas De Nom      |
| Cape Cross | Green Desert | Foreign Courier    | Sir Ivor        |
| Cape Cross | Green Desert | Foreign Courier    | Courtly Dee     |
| Cape Cross | Park Appeal  | Ahonoora           | Lorenzaccio     |
| Cape Cross | Park Appeal  | Ahonoora           | Helen Nichols   |
| Cape Cross | Park Appeal  | Balidaress         | Balidar         |
| Cape Cross | Park Appeal  | Balidaress         | Innocence       |
| Urban Sea  | Miswaki      | Mr. Prospector     | Raise a Native  |
| Urban Sea  | Miswaki      | Mr. Prospector     | Gold Digger     |
| Urban Sea  | Miswaki      | Hopespringseternal | Buckpasser      |
| Urban Sea  | Miswaki      | Hopespringseternal | Rose Bower      |
| Urban Sea  | Allegretta   | Lombard            | Agio            |
| Urban Sea  | Allegretta   | Lombard            | Promised Lady   |
| Urban Sea  | Allegretta   | Anatevka           | Espresso        |
| Urban Sea  | Allegretta   | Anatevka           | Almyra          |
| Quelle:    |              |                    |                 |